# GermaNet
GermaNet ist ein von der Universität Tübingen betriebenes maschinenlesbares lexikalisch-semantisches Netz der deutschen Sprache. Ein Teil davon ist in EuroWordNet integriert, das die Wortnetze mehrerer europäischer Sprachen über einen interlingualen Index miteinander verbindet.

## Zielsetzung
- Ermittlung und Beschreibung des deutschen Grundwortschatzes.
- Entwicklung eines lexikalisch semantischen Netzes als Ressource für Lesartendisambiguierung, für die Informationserschließung und vergleichbare texttechnologische Anwendungen

Angestrebt ist auch eine Kompatibilität zu WordNet.
GermaNet umfasst zurzeit (Mai 2017) 154.814 lexikalische Einheiten, die in ca. 120.032 Synonymenmengen (Synsets) zusammengefasst sind. Die lexikalischen Einheiten und Synsets sind durch 4.210 lexikalische und 133.652 konzeptuelle Relationen miteinander verbunden, wobei die taxonomische Relation der Über- und Unterordnung (Hyperonymie und Hyponymie) von Konzepten die wichtigste Relation ist.

## Zeitliche Einordnung
GermaNet fußt auf dem Ansatz von WordNet, das 1985 von der Princeton-Universität begonnen wurde.
Es entstand als GermaNet I in den Jahren 1996 und 1997, also etwa zur gleichen Zeit wie EuroWordNet I, das 1997 bis 1999 weiter entwickelt wurde zu EuroWordNet II. GermaNet wird bis heute als monolinguale lexikalische Ressource gepflegt und ausgebaut. Seit Mai 2017 ist Version 12.0 erhältlich.

## Nutzung
Die Nutzung von GermaNet ist für akademische Benutzer kostenfrei, zusätzlich kann man die Daten kostenlos bei canoonet nachschlagen.